# Neil Findlay

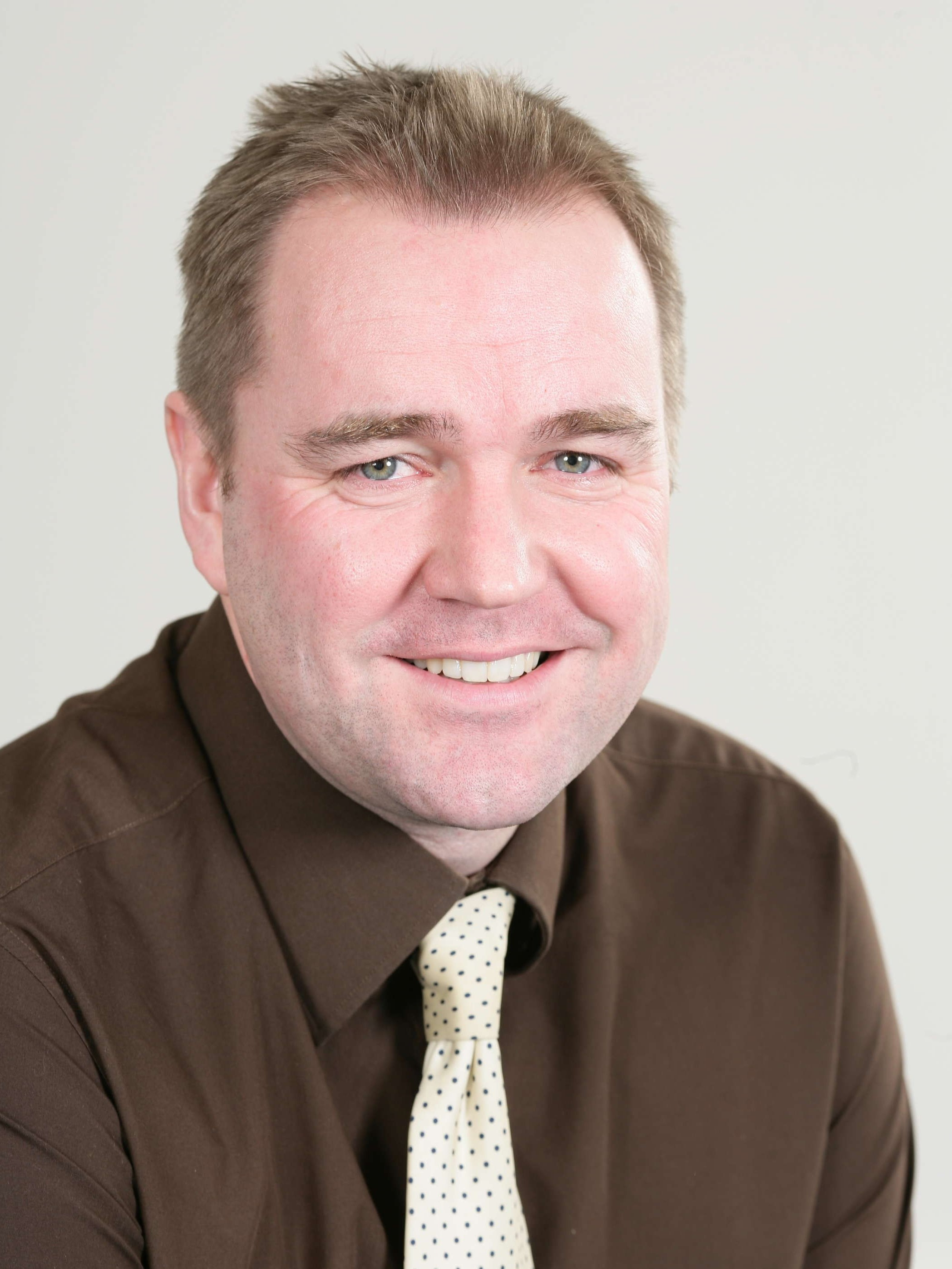
Neil Findlay

Neil Findlay (* 6. März 1969 in Broxburn) ist ein schottischer Politiker und Mitglied der Labour Party. Findlay besuchte die St Kentigerns Academy in Broxburn und das West Lothian College. Parallel dazu absolvierte er eine Maurerlehre im elterlichen Betrieb. Anschließend studierte er an der Universität von Strathclyde und der Universität Glasgow. Er war dann für eine Wohnungsbaugesellschaft und schließlich als Lehrer an verschiedenen Grund- und weiterführenden Schulen in der Region Falkirk tätig. Seit 2003 ist Findlay gewähltes Mitglied des Regionalrates von West Lothian. Er ist außerdem Mitglied der Lehrergewerkschaft EIS.
Bei den Parlamentswahlen 2011 trat Findlay erstmals zu nationalen Wahlen an. Dabei bewarb er sich nicht um das Direktmandat eines Wahlkreises, sondern war auf der Regionalwahlliste der Labour Party für die Wahlregion Lothian gesetzt. Infolge des Wahlergebnisses gelang ihm als einem von sieben Kandidaten der Wahlliste der Einzug in das Schottische Parlament.